# Luis Garavito
Luis Alfredo Garavito Cubillos (Génova, Quindío, Colômbia, 25 de janeiro de 1957 – Valledupar, 12 de outubro de 2023), conhecido como "La Bestia" ("A Besta"), "El Monstruo de Génova" (O Monstro de Gênova) ou "Tribilín" (que significa da tradução para espanhol do personagem de desenho animado Pateta), foi um estuprador e assassino em série de nacionalidade colombiana.
Em 1999 admitiu ter estuprado e assassinado 140 crianças. O número de suas vítimas é baseado na localização de ossadas que foram listadas num mapa desenhado pelo próprio assassino, mas este número pode superar 300 vítimas. Ele foi descrito pela imprensa local como “o maior assassino em série do planeta” em virtude de seu número de vítimas.
Quando foi capturado, Garavito foi condenado ao máximo de pena possível na Colômbia, que foi de 30 anos. Entretanto, como confessou seus crimes e ajudou as autoridades policiais a localizar os corpos de suas vítimas, a lei colombiana permitiu que recebesse alguns benefícios legais, incluindo a redução de sua pena a 22 anos e possibilitando sua saída ainda mais cedo caso fosse considerado um preso cooperativo e de bom comportamento.
Nos anos seguintes, a população colombiana sentiu que a possível saída de Garavito de prisão estava cada vez mais perto, considerando que sua sentença não foi punição suficiente pelos crimes por ele cometidos. A lei colombiana não autoriza a prolongamento da sentença, porque em casos de assassinos em série, como Garavito, não há precedentes no país, assim não tendo o sistema legal como analisar este caso.
No final de 2006, entretanto, uma revisão criminal dos casos contra Garavito por uma jurisdição diferente da que o condenou poderia prolongar o cumprimento de sua pena, devido a existência de crimes que ele não admitiu e, logo, não fora condenado.
Em março de 2022, Garavito ainda continuava preso.
Garavito morreu no dia 12 de outubro de 2023 aos 66 anos. Ele havia sido diagnosticado com câncer no olho e leucemia.

## Infância
Luis Alfredo Garavito nasceu em 25 de janeiro de 1957 em Gênova, Quindío, Colômbia. Ele é o mais velho de 7 irmãos e aparentemente sofreu abusos de violência física e psicológica por parte de seu pai. Em seu testemunho, ele se descreveu como vítima de abuso sexual quando era mais jovem.

## Assassinatos
As vítimas de Garavito eram crianças pobres, camponeses ou crianças de rua, e suas idades variavam de 8 a 16 anos. Garavito se aproximava delas nas ruas oferecendo presentes e pequenas quantias de dinheiro. Depois de ganhar sua confiança, ele levava sua vítima para passear, assim quando a vítima se cansava ele poderia se aproveitar dela. Ele as estuprava, cortava suas gargantas e, geralmente, as desmembrava. A maioria dos corpos das vítimas apresentava sinais de tortura.
Segundo a RCN em março de 2022, fez vítimas em 11 dos 32 departamentos do país.
O Prensa Libre escreveu em abril 2022, que ele era "o maior agressor de crianças da humanidade".

## Prisão e sentença
Garavito foi capturado no dia 22 de abril de 1999, após o que confessou o assassinato de 140 crianças. Entretanto, ele ainda é investigado pelo homicídio de 172 crianças em mais de 59 cidades colombianas.
Ele foi considerado culpado em 138 dos 172 casos em que fora acusado; outros casos ainda continuam em investigação. As sentenças para estes 138 casos somaram 1853 anos e 9 dias de prisão. Em virtude das restrições na lei colombiana, entretanto, ele não pode ser mantido preso por mais de 30 anos. Considerando, ainda, sua ajuda às autoridades colombianas sua pena fixou-se em 22 anos de prisão.
Prevendo sua saída em 2022, a Procuradoria Geral colombiana iniciou novas investigações em 2018 para averiguar se ele poderia ser condenado por outros crimes, o que poderia mantê-lo na prisão.

## Comoção pública
Devido à redução da pena de Garavito, muitos cidadãos colombianos começaram a criticar a possibilidade de sua saída da prisão e alguns alegavam que ele merecia prisão perpétua ou a pena de morte, porém nenhuma dessas alternativas era possível na Colômbia.
Em 2006, um canal de televisão local conseguiu uma entrevista com Garavito, que foi ao ar em 11 de junho de 2006. Nesta entrevista, Pirry explica que durante a entrevista o assassino tentou minimizar seus crimes e demonstrou vontade de seguir a carreira política com vista a combater a exploração sexual infantil. Pirry também descreveu as condições em que se encontrava Garavito, que devido a seu bom comportamento ele poderia ser solto em 3 anos.
Depois que esta entrevista foi ao ar, as críticas a Garavito aumentaram na mídia e círculos políticos. Uma revisão criminal nos casos de Garavito por uma jurisdição diferente da que o condenou poderia prolongar o cumprimento de sua pena, devido à existência de crimes que ele não admitiu e, logo, não fora condenado.

## Morte
Garavito morreu no dia 12 de outubro de 2023 aos 66 anos. Ele havia sido diagnosticado com câncer no olho e leucemia.